# 九州鉄道 (2代)
九州鉄道（きゅうしゅうてつどう）は、大正時代から昭和戦前期にかけて福岡県内において私鉄を建設・運営した鉄道事業者で、略称は九鉄（きゅうてつ）。
西日本鉄道（西鉄）の前身の鉄道会社の一つである。現在の天神大牟田線にあたる路線を建設したほか、同線沿線の鉄・軌道事業者の買収を進めた。最終的な運営路線は現在の西鉄天神大牟田線・太宰府線・甘木線およびのちの福島線・大川線・上久留米線・大牟田市内線にあたる。
これ以前の明治時代に同名を称する私設鉄道（初代九州鉄道）が存在したが、両社の間には関連性がない。

## 歴史

### 会社設立から路線開業まで
福岡の路面電車福博電車（後の西鉄福岡市内線の一部）を運営する九州電灯鉄道の経営陣、伊丹弥太郎・松永安左エ門・田中徳次郎・山口恒太郎らが発起人となり、1914年（大正3年）に福岡 - 二日市間の特許を得て、1915年（大正4年）に筑紫電気軌道（ちくしでんききどう）株式会社の名で設立された。当初は社名が示すように福岡市と二日市町（現・筑紫野市）の間に軌道法による直流600Vの電気鉄道を敷設し、二日市で既存の太宰府軌道（1902年（明治35年）開業、現在の西鉄太宰府線）に連絡して太宰府天満宮への参詣客を輸送することを目的として設立されたのであった。
特許・会社設立と同時期に開戦した第一次世界大戦の影響により資材価格が高騰し、計画は一時棚上げとなるが、大戦終結後の1919年（大正8年）には二日市から久留米市までの特許を取得した。使用電圧は1922年（大正11年）2月に600Vから1200Vに変更され、さらに翌3月には1500Vに再変更されている。二日市以南の特許を得たことから1922年には社名を九州鉄道に変更している。
用地買収は1921年（大正10年）春から1923年（大正12年）12月にかけて実施し、約30万坪を約380万円で取得した。工事は1922年9月16日に着工し、1924年（大正13年）に福岡（現・西鉄福岡（天神）） - 久留米（現・西鉄久留米）間が一度に開通している。

### 開業から全通まで
福岡 - 久留米間の開業当時、九州鉄道の路線は国鉄線や他社鉄道路線との接続はなく、孤立した状態であった。
まず九州鉄道は自社線開業直後の1924年（大正13年）に久留米市と甘木町（現・朝倉市）および福島町（現・八女市市街地）の間を結ぶ軌道路線を保有する三井電気軌道を合併した。三井電気軌道は久留米市内で九州鉄道と路線が近接しており、九州鉄道線との平面交差もあった。
また、九州鉄道は自社路線開業後、太宰府軌道の株式の大半を取得し、九鉄の傘下に収まった太宰府軌道は1927年（昭和2年）に太宰府 - 二日市（現・西鉄二日市）間を1435mm軌間に改軌し、同時に同区間を電化した。九州鉄道の支線的存在となった太宰府軌道は1934年（昭和9年）に九州鉄道に吸収合併された。
1932年（昭和7年）に久留米 - 津福間を延伸開業したのち、1937年（昭和12年）には久留米市と大川町（現・大川市）の間を結ぶ大川鉄道を買収した。九州鉄道は大正時代末頃に大川鉄道を系列化していた。買収後、同社の路線のうち津福 - 大善寺間を改軌・電化して自社路線に編入し、同時に大善寺 - 柳河（現・西鉄柳川）間を延伸開業している。その後も路線延長を進め、1939年（昭和14年）には現在の天神大牟田線の全区間にあたる福岡 - 大牟田間が全通した。また1941年（昭和16年）には大牟田市内で路面電車を運行していた大牟田電気軌道を吸収合併している。

### 戦時統合と西鉄成立
九州鉄道の設立者である伊丹、松永らはのちに五大電力会社の一つ、東邦電力の経営にかかわった。東邦電力は北部九州をも事業区域とし、九州鉄道も東邦電力の傘下に入っていた。一方、のちの北九州線にあたる路線を運営していた九州電気軌道は北部九州を事業区域とする電力会社である九州水力電気の傘下に入っていた。東邦電力と九州水力電気は北部九州で事業区域が重複し競合していたため、それぞれの傘下にある九州鉄道と九州電気軌道も対立状態にあった。
しかし、1938年（昭和13年）に電力国家管理法が公布されたことで電力事業者は鉄道事業者株を手放さざるを得なくなったため、東邦電力は1940年（昭和15年）に自社が保有する九州鉄道株を九州電気軌道に譲渡した。当時の九州鉄道の社長であった進藤甲兵の反対もあったが、この譲渡により九州電気軌道は東邦電力に代わり九州鉄道最大の株主となった。同じく東邦電力が保有していた福博電車株式会社（のちの福岡市内線）の株式もやはり同時期に九州電気軌道に譲渡されている。
1942年（昭和17年）、九州鉄道は福博電車、博多湾鉄道汽船、筑前参宮鉄道とともに九州電気軌道に吸収合併された。その3日後に九州電気軌道は西日本鉄道と改称している。

### 未成線
大牟田からさらに熊本まで路線を延長する構想もあったが、実現せずに終わっている。また三井電気軌道から福島町と光友村（現・八女市）および水田村（現・筑後市水田）を結ぶ路線の特許を承継し、自社で水田村と瀬高町（現・みやま市瀬高町）を結ぶ路線の特許も得たが、すべて失効している。

### バス事業
九州鉄道は鉄道開業に先立つ1921年（大正10年）から二日市 - 太宰府間でバス事業を開始した。以後路線網の拡大を進め、1930年代後半からはバス事業統制の流れを受けて近隣のバス事業者7社を吸収合併した。西鉄成立時点では保有路線の総営業キロ634.2km、保有車両数272台で、いずれも前身5社中最大規模であった。

### 年表
- 1915年（大正4年）10月1日 筑紫電気軌道の名で設立。資本金150万円。本社を福岡市東中洲50番地に置く。伊丹弥太郎が初代社長に就任。
- 1917年（大正6年）8月15日 本社を福岡市天神町58番地に移転。
- 1922年（大正11年）6月15日 九州鉄道に社名変更。
- 1924年（大正13年）4月12日 現在の西鉄天神大牟田線の一部にあたる福岡（現・西鉄福岡（天神）） - 久留米（現・西鉄久留米）間が開業。
- 1924年（大正13年）6月30日 三井電気軌道（甘木 - 福島間）を吸収合併。三井線とする。
- 1932年（昭和7年）12月28日 久留米 - 津福間が開業。
- 1934年（昭和9年）6月30日 太宰府軌道（二日市 - 太宰府間）を吸収合併。太宰府線とする。同時に筑紫運輸および大保土地経営を吸収合併。
- 1936年（昭和11年）3月5日 席田自動車を吸収合併。
- 1937年（昭和12年）4月21日 鹿田自動車を吸収合併。
- 1937年（昭和12年）6月22日 大川鉄道（上久留米 - 榎津間）を吸収合併。大川線とする。
- 1937年（昭和12年）10月1日
  - 大川線の津福 - 大善寺間を1067mm軌間から1435mm軌間に改軌・電化し、現・天神大牟田線に編入。大善寺 - 柳河（現・西鉄柳川）間が開業[8]。大川線は分断し上久留米 - 津福間が上久留米線、大善寺 - 榎津間が大川線となる。
  - 内山田バスを吸収合併。
- 1938年（昭和13年）9月1日 柳河 - 中島（現・西鉄中島）間が開業[9]。
- 1938年（昭和13年）10月1日 中島 - 栄町（現・新栄町）間が開業[10]。
- 1938年（昭和13年）12月1日 福岡 - 津福間および二日市 - 太宰府間を軌道（軌道法準拠）から地方鉄道（地方鉄道法準拠）に変更[11]。
- 1939年（昭和14年）7月1日 栄町 - 大牟田間が開業。福岡 - 大牟田間が全通[12]。
- 1939年（昭和14年）12月27日 連絡自動車を吸収合併。
- 1940年（昭和15年）8月1日 嶽間バスを吸収合併。
- 1940年（昭和15年）9月17日 成富自動車を吸収合併。
- 1941年（昭和16年）3月31日 大牟田電気軌道（旭町 - 四ツ山間）を吸収合併。大牟田市内線とする。
- 1942年（昭和17年）9月19日 九州電気軌道・福博電車・博多湾鉄道汽船・筑前参宮鉄道と合併し会社解散。西日本鉄道となる。

## 保有路線
※西日本鉄道発足直前時点。カッコ内は西鉄発足後の路線名。
- 大牟田線：福岡 - 大牟田 75.5km（→天神大牟田線）※現存
- 太宰府線：九鉄二日市 - 太宰府 2.4km（→太宰府線）※現存
- 三井線：甘木 - 福島 32.9km（→甘木線・福島線）※甘木線は現存、福島線は1958年廃止
- 上久留米線：上久留米 - 津福 2.4km（→上久留米線）※1948年休止、1951年廃止
- 大川線：大善寺 - 榎津 13.6km（→大川線）※1951年休止、1966年廃止
- 大牟田市内線：旭町 - 四ツ山道 4.7km（→大牟田市内線）※1952年休止、1954年廃止

## 輸送・収支実績
| 年度 | 輸送人員（人） | 貨物量（トン） | 営業収入（円） | 営業費（円） | 営業益金（円） | その他益金（円）                       | その他損金（円）                                          | 支払利子（円） | 備考       |
| ---- | -------------- | -------------- | -------------- | ------------ | -------------- | -------------------------------------- | --------------------------------------------------------- | -------------- | ---------- |
| 1924 | 3,289,150      | 10,412         | 815,906        | 366,635      | 449,271        | 他事業295,885旧三井電気積立金他185,812 | 49,151                                                    | 471,085        |            |
| 1925 | 4,514,412      | 28,149         | 1,566,390      | 559,114      | 1,007,276      | 他事業175,003                          | 75,878                                                    | 598,330        |            |
| 1926 | 5,583,538      | 22,560         | 1,522,373      | 598,532      | 923,841        | 203,004                                | 社債差損金4,029                                           | 555,259        |            |
| 1927 | 6,430,463      | 20,563         | 1,687,410      | 636,163      | 1,051,247      | 63,819                                 | 3,143                                                     | 536,829        |            |
| 1928 | 6,766,534      | 13,738         | 1,662,285      | 616,713      | 1,045,572      | 電灯電力49,476                         | 社債差損金6,674                                           | 521,238        |            |
| 1929 | 6,934,569      | 14,513         | 1,673,835      | 620,188      | 1,053,647      | 電灯電力80,693                         | 社債差損金及雑損7,044                                     | 559,901        |            |
| 1930 | 6,885,961      | 16,007         | 1,598,070      | 661,096      | 936,974        | 自動車83,236                           | 雑損685,645                                               |                |            |
| 1931 | 4,215,939      | 8,918          | 1,158,827      | 463,803      | 695,024        | 電灯電力自動車土地建物94,980           | 償却金社債欠損金雑損60,999                                | 729,005        | 本線       |
| 1931 | 1,331,844      | 1,623          | 1,158,827      | 463,803      | 695,024        | 電灯電力自動車土地建物94,980           | 償却金社債欠損金雑損60,999                                | 729,005        | 支線       |
| 1932 | 3,888,182      | 14,314         | 1,060,093      | 392,326      | 667,767        | 電灯電力及地所建物118,549              | 社債差損金及償却金31,974                                  | 754,342        | 本線       |
| 1932 | 1,181,528      | 2,665          | 1,060,093      | 392,326      | 667,767        | 電灯電力及地所建物118,549              | 社債差損金及償却金31,974                                  | 754,342        | 支線       |
| 1933 | 4,016,768      | 13,264         | 1,013,970      | 424,080      | 589,890        | 自動車電灯電力土地建物52,676           | 社債差損金及雑損償却金71,910                              | 713,296        | 本線       |
| 1933 | 1,189,886      | 1,389          | 1,013,970      | 424,080      | 589,890        | 自動車電灯電力土地建物52,676           | 社債差損金及雑損償却金71,910                              | 713,296        | 支線       |
| 1934 | 4,293,871      | 13,438         | 1,047,172      | 512,962      | 534,210        |                                        | 太宰府軌道より引継3,762社債差損金雑損211,801自動車61,302  | 642,017        | 本線       |
| 1934 | 243,952        |                | 1,047,172      | 512,962      | 534,210        | 太宰府線                               | 太宰府軌道より引継3,762社債差損金雑損211,801自動車61,302  | 642,017        |            |
| 1934 | 1,193,844      | 1,493          | 1,047,172      | 512,962      | 534,210        | 甘木福島線                             | 太宰府軌道より引継3,762社債差損金雑損211,801自動車61,302  | 642,017        |            |
| 1935 | 4,608,381      | 11,628         | 1,062,031      | 561,258      | 500,773        | 自動車地所建物10,736                   | 雑損償却金16,960                                          | 492,558        | 本線       |
| 1935 | 684,638        |                | 1,062,031      | 561,258      | 500,773        | 自動車地所建物10,736                   | 雑損償却金16,960                                          | 492,558        | 太宰府線   |
| 1935 | 1,190,962      | 1,067          | 1,062,031      | 561,258      | 500,773        | 自動車地所建物10,736                   | 雑損償却金16,960                                          | 492,558        | 甘木福島線 |
| 1936 | 5,253,295      | 10,562         | 1,155,083      | 595,589      | 559,494        | 自動車電灯電力27,380                   | 雑損79,569償却金11,387                                    | 493,590        | 本線       |
| 1936 | 743,082        |                | 1,155,083      | 595,589      | 559,494        | 自動車電灯電力27,380                   | 雑損79,569償却金11,387                                    | 493,590        | 太宰府線   |
| 1936 | 1,251,613      | 991            | 1,155,083      | 595,589      | 559,494        | 自動車電灯電力27,380                   | 雑損79,569償却金11,387                                    | 493,590        | 甘木福島線 |
| 1937 | 6,750,851      | 10,466         | 1,276,751      | 669,070      | 607,681        |                                        | 償却金175,484雑損4,412地方鉄道自動車電灯電力土地建物4,405 | 423,380        | 本線       |
| 1937 | 605,514        |                | 1,276,751      | 669,070      | 607,681        | 太宰府線                               | 償却金175,484雑損4,412地方鉄道自動車電灯電力土地建物4,405 | 423,380        |            |
| 1937 | 1,933,962      | 1,012          | 1,276,751      | 669,070      | 607,681        | 甘木福島線                             | 償却金175,484雑損4,412地方鉄道自動車電灯電力土地建物4,405 | 423,380        |            |
| 1937 | 227,137        |                | 99,014         | 66,086       | 32,928         | 自動車軌道40,341                       | 償却金13,453                                              | 59,816         | 地方鉄道   |

- 鉄道省鉄道統計資料、鉄道統計資料各年度版

## 車両

### 自社発注車
- 1形・50形
- 17形
- 100形
- 20形→200形
- 300形
- モワ100形・モト200形→モワ500形・モト600形

## 主な子会社・関連会社
- 筑紫運輸株式会社
- 大保土地経営株式会社
- 三沢土地経営株式会社
- 小郡土地経営株式会社
- 太宰府軌道株式会社
- 大川鉄道株式会社
- 昌栄土地株式会社（現・西鉄不動産）